# Thokozani Khuphe
Thokozani Khuphe (ur. 18 listopada 1963 w Bulawayo) – zimbabweńska polityk, wiceprezydent Ruchu na rzecz Demokratycznej Zmiany (MDC) od 2005, wicepremier w latach 2009-2013.

## Życiorys
Thkozani Khupe uczęszczała do  Turin College we Włoszech, a następnie ukończyła studia licencjackie w dziedzinie mediów.
W latach 80. XX w. była członkinią Związku Kolei Zimbabwe (ZARU). W 1991 została sekretarzem Kongresu Związków Zawodowych Zimbabwe (ZCTU). W 1999 była jedną z założycieli Ruchu na rzecz Demokratycznej Zmiany (MDC, Movement for Democratic Change). W latach 2000–2005 była sekretarzem partii ds. transportu. Od 2005 zajmuje stanowisko wiceprezydenta MDC.
W 2000 Thokozani Khpuhe dostała się po raz pierwszy do Izby Zgromadzenia (niższej izby parlamentu). Była członkiem parlamentarnego Komitetu Budżetu, Finansów i Rozwoju Gospodarczego oraz Komitetu Rozwoju Młodzieży i Rozwoju Zatrudnienia. W wyborach w marcu 2005 uzyskała reelekcję na stanowisku deputowanej.
W wyniku wyborów parlamentarnych z 29 marca 2008 ponownie dostała się do parlamentu.